# Passepied

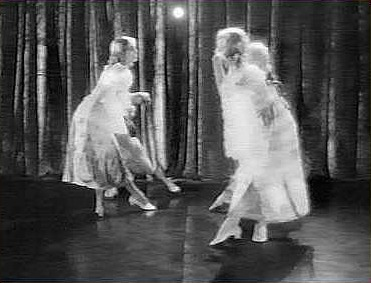
Passepied aus dem Opern-Zwischenspiel «Chagrinknochen» von Juri Khanon

Der Passepied  (auch Pachpi) ist sowohl ein historischer französischer Rundtanz der Barockmusik aus dem 16. und 17. Jahrhundert als auch ein traditioneller bretonischer Tanz.

## Barocktanz
Der Passepied war häufig Bestandteil der barocken Tanzsuite und zuerst in (auch anonymen) Tabulaturen notiert. In der ursprünglichen Form in mäßig schnellem geradem Takt getanzt, entwickelte er sich im Lauf der Zeit zu einem immer rascheren Tanz im Dreiertakt (3/8, 3/4 oder 6/8, meistens auftaktig). Mitunter kommen in Passepieds auch Taktwechsel vor. Bei Johann Sebastian Bach erscheint der Tanz beispielsweise in der 1. Orchestersuite, in der 5. Englischen Suite und der 5. Partita (BWV 829). Zwei Fugen aus dem Wohltemperierten Klavier tragen ebenfalls den Charakter eines Passepieds – F-Dur aus dem ersten Teil und h-Moll aus dem 2. Teil.
Johann Mattheson schrieb über den Passepied: … es finden sich bei der Unruhe und Wankelmütigkeit eines solchen Passepied lange der Eifer, der Zorn oder die Hitze nicht, die man bei einer flüchtigen Gigue antrifft. Inzwischen ist es doch auch eine solche Art der Leichtsinnigkeit, die nichts verhasstes oder missfälliges, sondern vielmehr was angenehmes an sich hat.

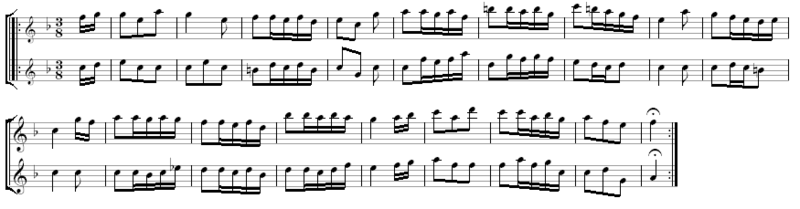
Passepied (Auszug)

## Bretonischer Tanz
Thoinot Arbeau setzt in seiner Orchésographie den Passepied mit dem Trihori gleich, was aber wohl ein Versehen war.
Der Trihori wird als Vorläufer der Gavotte-Familie bezeichnet, hat aber mit dem Passepied, wie er heute noch getanzt wird, wenig zu tun. Der Passepied wird als höfischer Tanz im 16. Jahrhundert auch in der Bretagne dokumentiert. Es wird sicherlich Wechselwirkungen zwischen dem höfischen und dem Volkstanz geben, so dass eine gewisse Nähe zum Ursprung der barocken Form des Passepied vorhanden ist. Der Passepied der Bretagne bleibt aber im für bretonische Tänze üblichen geraden Taktmaß als 2/4- oder 4/4-Takt.
Beim Passepied gibt es sowohl eine Fußchoreographie als auch eine Armbewegung, wobei die Armbewegung eine rhythmische Unterstützung des Tanzes ist.